# Tírvia
Tírvia – gmina w Hiszpanii, w prowincji Lleida, w Katalonii, o powierzchni 8,76 km². W 2011 roku gmina liczyła 156 mieszkańców.